# 可汗探索2006
可汗探索2006是2006年美国和蒙古国等国联合进行的军事演习。

## 历史
2006年8月11至24日，蒙古、美国、泰国、印度、孟加拉国、汤加、斐济7国的1000多名官兵在蒙古武装力量训练中心塔翁陶勒盖进行该多国联合军事演习。蒙古总统兼全軍統帥恩赫巴亚尔、蒙军总参谋长陶高、蒙古国防部长、美国太平洋司令部司令参加了开幕式。
演习科目是：检查通关、巡逻、搜查、目标安全保卫等。演习目的：使参演各国军人达到相互协作的战术水平。
此次演习由蒙古軍总参谋部与美国太平洋司令部、美国“国际维和行动倡议基金”共同举办，费用由美方承担。
上一次美蒙军事合作是2001年蒙美代号为“平衡魔术”的人道救援联合演习。据专家估计，此次演习的政治目的主要是针对俄罗斯和中国。